# 기동전사 건담 SEED MSV
기동전사 건담 SEED MSV(영어: Mobile Suit Gundam SEED MSV, 일본어: 機動戦士ガンダムSEED MSV)는 TV 애니메이션 《기동전사 건담 SEED》와 관련된 일련의 기획이다.
TV 애니메이션 《기동전사 건담》 방영 후에 기획된 《MSV》를 답습하여 TV 애니메이션 《기동전사 건담 SEED》에 등장하는 모빌 슈트(MS)의 파생기나 파일럿 등, 영상에는 등장하지 않는 캐릭터나 기체의 설정을 창작하는 기획이다.
오오카와라 쿠니오에 의한 모빌 슈트(MS)의 원고와 모리타 시게루에 의한 기체 해설, 모델러에 의한 모형 작례가 게재되는 형식으로 잡지 《하비 재팬》 2003년 1월호부터 2004년 5월호에 《기동전사 건담 SEED MSV》라는 이름으로 연재되었지만, 이후에 《기동전사 건담 SEED ASTRAY》 시리즈와의 연동에 의한 확대 해석을 수반해 현재에 이르고 있다. 그 후 《하비 재팬》 2005년 1월호부터 2005년 12월호에는 《기동전사 건담 SEED DESTINY》와 연동해 《기동전사 건담 SEED DESTINY MSV》가 연재되었다. 또한 《하비 재팬》에서는 《기동전사 건담 SEED MSV》에서 파생된 포토 스토리 《기동전사 건담 SEED MSV 전기》와 《기동전사 건담 SEED DESTINY MSV 전기》를 게재하였다.
2004년 5월부터 같은 이름의 프라모델 시리즈가 반다이에서 발매되었는데, 총 7종 중 《하비 재팬》에 게재된 기체는 2종이며, 나머지는 컬러링 변경에 의한 전용기가 1종, 《기동전사 건담 SEED X ASTRAY》에 등장하는 2기의 건담, 오오카와라 쿠니오 등에 의한 화고의 기체가 2종으로 되어 있다. T.M.Revolution의 〈Zips〉가 테마송이다.

## 같이 보기
- 기동전사 건담 SEED